# Uadjecaré
Uadjecaré (em egípcio: W3ḏ-k3-Rˁ) foi um faraó da VIII dinastia que reinou c. 2 150 a.C. durante o Primeiro Período Intermediário. É considerado uma figura muito obscura na história egípcia.

## Identidade
Uadjecaré é mencionado apenas uma vez: em uma tablete real de calcário conhecido como Decreto de Copto R (Museu do Cairo; obj. JE 41894), que se diz ter sido feito pelo próprio rei e nele há uma lista de punições para todos que se atrevem a danificar ou saquear um santuário dedicado ao deus Mim em Copto. No entanto, do ponto de vista arqueológico, nada mais se sabe sobre este rei. Sua existência é questionada por alguns estudiosos, pois não é mencionado em nenhuma lista real do Período Raméssida.
Um grafite na Núbia menciona um rei que no passado era provisoriamente lido como Uadjecaré. Acredita-se hoje em dia que o nome real na inscrição seja Menquecaré, o nome de trono do governante local da XI dinastia, Seguerseni. Estudiosos como Farouk Gomaà e William C. Hayes identificam o nome de Hórus Djemedibetaui com uma governante chamado Neferircaré II e igualam Uadjecaré a uma governante obscuro chamado Horcabau. Hans Goedicke vê Uadjecaré como o predecessor de Djemedibetaui e atribui ambos os governantes à IX dinastia.